# Handball-Bayernliga 1992/93
Die Handball-Bayernliga 1992/93 wurde unter dem Dach des „Bayerischen Handballverbandes“ (BHV) organisiert, sie ist die höchste Spielklasse des Landesverbandes Bayern und wurde hinter der Handball-Regionalliga als vierthöchste Spielklasse im deutschen Ligensystem eingestuft.

## Saisonverlauf
Die Handball-Bayernliga 1992/93 war die fünfunddreißigste Ausspielung der Handball-Bayernligasaison. Bayerischer Meister sowie Aufsteiger in die Regionalliga Süd war der BSV 1898 Bayreuth. Vizemeister ohne Aufstiegsrecht wurde der TG 1848 Kitzingen.

### Modus
Zwölf Mannschaften spielten eine Hin- und Rückrunde um die „Bayerische Meisterschaft“ und den Aufstieg in die Regionalliga Süd. Die Plätze zehn bis zwölf waren Absteiger in die beiden Staffeln der Landesliga. Der Modus war für Männer und Frauen gleich.

## Teilnehmer und Platzierungen
Nicht mehr dabei waren die Auf- und Absteiger aus der Vorsaison. Neu dabei waren die Aufsteiger (N) aus den Landesligen. Im Verlaufe der Saison traten zwölf Mannschaften in der Bayernliga an.

Bereich des „Bayer. Handballverbandes“ (BHV)

### Abschlusstabelle
|     | Mannschaft         | Spiele | Punkte |
| --- | ------------------ | ------ | ------ |
| 1.  | BSV 1898 Bayreuth  | 22     | 30:14  |
| 2.  | TG 1848 Kitzingen  | 22     | 27:17  |
| 3.  | SC Freising        | 22     | 26:18  |
| 4.  | CSG Erlangen II    | 22     | 26:18  |
| 5.  | TSV 1846 Lohr      | 22     | 24:20  |
| 6.  | TSV Trudering (N)  | 22     | 23:21  |
| 7.  | TG Landshut (N)    | 22     | 22:22  |
| 8.  | TV Eggenfelden     | 22     | 22:22  |
| 9.  | SG Rödental (N)    | 22     | 21:23  |
| 10. | TB 03 Roding       | 22     | 18:26  |
| 11. | VfL Wunsiedel (N)  | 22     | 13:31  |
| 12. | Bayreuther TS 1861 | 22     | 12:32  |

(N) = neu in der Liga

 Bayerischer Meister und Aufsteiger zur Regionalliga Süd 1993/94

 Für die Bayernliga  1993/94 qualifiziert

### Frauen
- Der DJK Augsburg-Hochzoll wurde Bayerischer Meister und hat sich für die Regionalliga Süd der Frauen qualifiziert.